# اچ‌دی ۸۸۰۱
اچ‌دی ۸۸۰۱ یک ستاره است که در صورت فلکی آندرومدا قرار دارد.